# Victor Klemperer

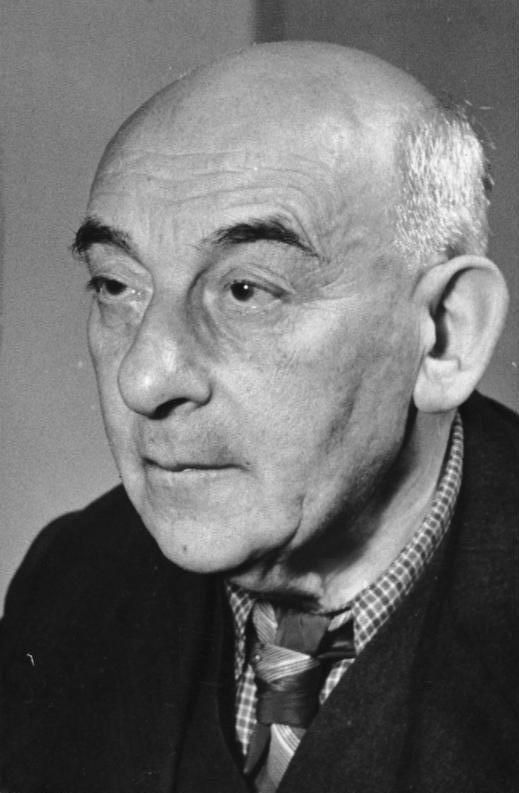
Victor Klemperer

Victor Klemperer (Landsberg an der Warthe, 9 oktober 1881 - Dresden, 11 februari 1960) was een Duits-joodse filoloog en auteur van LTI – Notizbuch eines Philologen en zijn dagboeken, waarin hij nauwgezet zijn Ausgrenzung, zijn uitsluiting uit de Duitse maatschappij documenteerde.

## Jeugd en carrière
Victor Klemperer werd geboren in Landsberg an der Warthe, het tegenwoordige Gorzów Wielkopolski. Hij was een neef van de dirigent en componist Otto Klemperer en was het achtste kind van dr. Wilhelm Klemperer, die eerst in Landsberg en later in Berlijn rabbijn van een liberaal-joodse gemeente was. Nadat hij zijn opleiding aan het Französisches Gymnasium in Berlijn op aandrang van zijn ouders afbrak om een carrière in de handel te beginnen, behaalde hij in 1902 zijn Abitur, het Duitse staatsexamen dat toegang geeft tot een universiteit en studeerde filosofie, romanistiek en germanistiek in München, Genève, Parijs en Berlijn.
Op 16 mei 1906 trouwde Klemperer met Eva Schlemmer. Hij leefde tot 1912 als vrije publicist in Berlijn en bekeerde zich dan tot het protestantisme. Hij studeerde af in 1912 en ontving in 1914 zijn bul. Van 1914 tot het voorjaar van 1915 doceerde hij als lector aan de Universiteit van Napels en meldde zich dan als vrijwilliger in het Duitse leger waar hij tot 1916 dienstdeed als artillerist aan het westfront. Later werd hij overgeplaatst naar de militaire censuur, om in Leipzig en Kaunas boeken te gaan censureren.
In 1920 kreeg hij een aanstelling als professor in de Romanistiek aan de Technische Hochschule in Dresden.

## De nazi's aan de macht
In 1935 werd hij ontslagen op grond van het Gesetz zur Wiederherstellung des Berufsbeamtentums, een van de Rassenwetten van Neurenberg, waarna hij zich in eerste instantie richtte op het schrijven van "Geschichte der französischen Literatur im 18. Jahrhundert“, dat in twee banden in 1954 en 1960 verscheen. Toen joden ook de toegang tot bibliotheken en abonnementen op kranten en tijdschriften werd verboden, richtte hij zich toenemend op zijn dagboek en begon in 1938 aan zijn Vita. De (losse) pagina's van het dagboek werden regelmatig door zijn vrouw bij een vriendin afgeleverd, die ze vervolgens verstopte, want de Gestapo kon ieder ogenblik een inval doen.
In zijn dagboek beschreef Klemperer de toenemende druk vanaf 1933. Naast de maatregelen van de nazipartij moest hij zich ook verweren tegen de voortdurende pesterijen van de gemeente, waarvan het bestuur inmiddels genazificeerd was. Zo werden hem voortdurend nieuwe heffingen opgelegd en werd hij gedwongen om zijn tuin tegen hoge kosten op te knappen, omdat die "ontsierend" zou zijn. Ook moest hij om een onbeduidend vergrijp waar een ander een boete voor zou hebben gekregen acht dagen de gevangenis in. Hij beschreef hoe men hem tegemoet trad: sommige ambtenaren schaamden zich ervoor dat ze een medeburger zo het vel over de oren moesten halen, maar anderen gedroegen zich nors en onbeschoft en stonden duidelijk al onder de invloed van de nazi-leer.
Klemperer en zijn vrouw overleefden de oorlog ternauwernood. In 1940 werden ze uit hun huis gezet en betrokken ze een woning in een zogenaamd Judenhaus: een woning uit joods bezit met uitsluitend joodse bewoners in Dresden. Er volgde later nog een gedwongen verhuizing. Tijdens de nacht van 13 en de ochtend en middag van 14 februari 1945 werd Dresden gebombardeerd. Klemperer schrijft in zijn dagboek: "Op de avond van deze dertiende februari brak de catastrofe in Dresden los: bommen vielen, huizen stortten in, het fosfor stroomde en brandende balken stortten op Arische en niet-arische hoofden en dezelfde vuurstorm sleurde Jood en Christen de dood in. Voor wie van de ongeveer 70 'Sternträger' deze nacht overleefden betekende het de redding, want in de algemene chaos konden zij aan de Gestapo ontkomen." In die hectische situatie wisten deze Joden zich aan te sluiten bij de vluchtelingenstroom en konden ze zo ontsnappen naar Amerikaans gecontroleerd gebied. Hij kon na de oorlog zelfs zijn huis in Dölzschen, nabij Dresden, terug opeisen dat was geariseerd gedurende de oorlog.

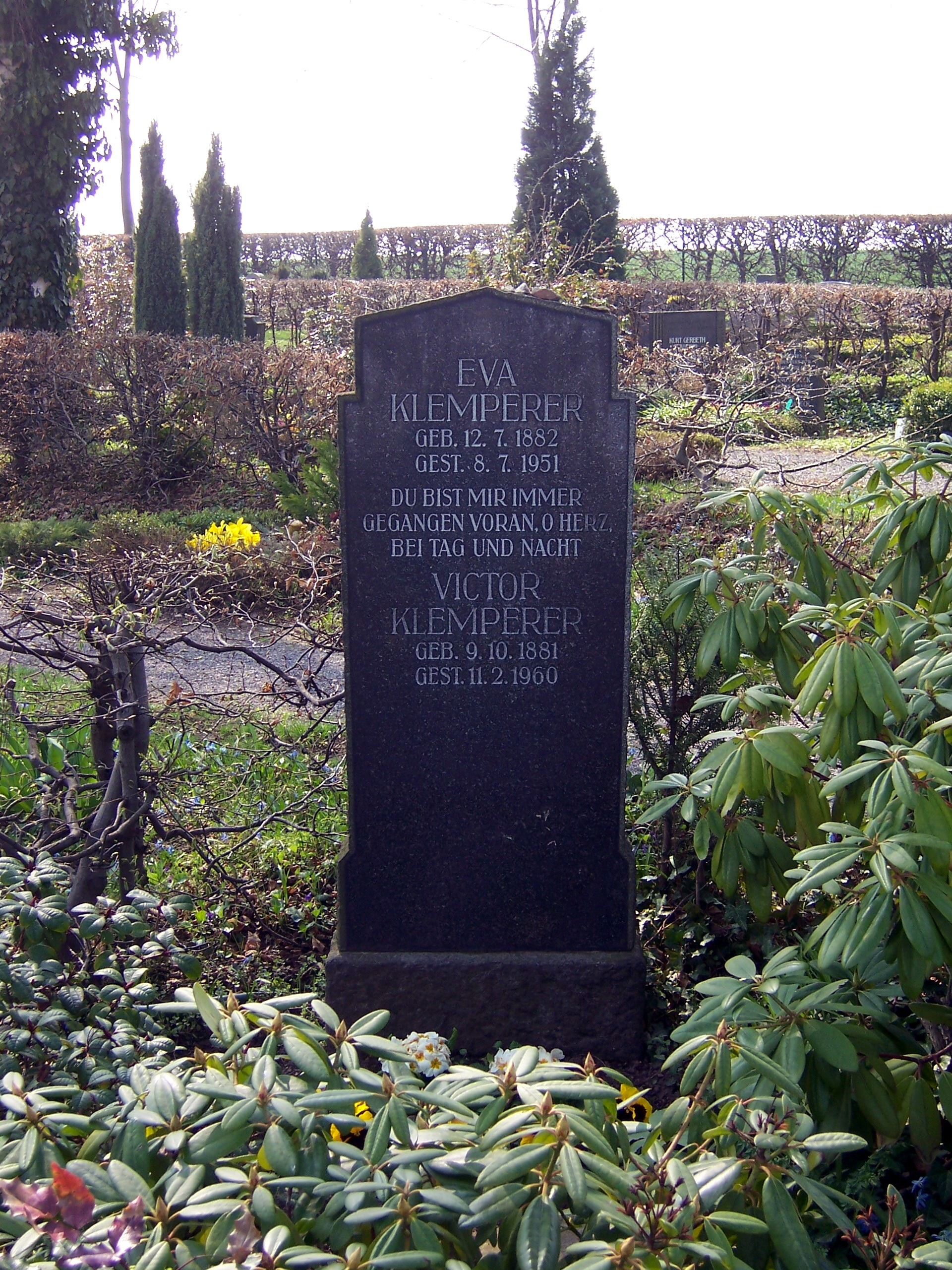
Grafsteen

Tijdens de oorlogsjaren schreef hij op basis van zijn dagboek zijn Lingua Tertii Imperii, waarin hij, om geestelijk te kunnen overleven, de taal van het Derde Rijk, zoals die tot hem kwam in de vorm van vlugschriften, speeches en het taalgebruik van de mensen om hem heen, systematisch analyseerde.

## Na de oorlog
Pas na lange omzwervingen door Saksen en Beieren keerden de Klemperers eerst naar Dresden en later naar hun oude woning in de stadswijk Dölzschen terug. De volgende maanden, terwijl de toekomst onzeker was, benutte hij om de LTI - Notizbuch eines Philologen te voltooien. Het boek werd in 1947 uitgegeven. Klemperer weigerde naar de westzone te verhuizen, omdat hij liever met de 'roden' dan met de 'oude bruinen', de voormalige nazi's, zijn oude dag wilde doorbrengen. Nadat Klemperer en zijn vrouw lid waren geworden van de KPD, behoorden ze plotseling tot de notabelen van Dresden. Klemperer doceerde tot zijn dood in 1960 aan de universiteiten van Greifswald, Halle en Berlijn. In 1950 kreeg hij als afgevaardigde van de Kulturbund een zetel in de Volkskammer en werd hij lid van de Akademie der Wissenschaften.
Victor Klemperer is begraven op het kerkhof van Dresden-Dölzschen. In 1995 kreeg hij postuum de Geschwister-Scholl-Preis, die wordt toegekend voor werken 'die van een geestelijke onafhankelijkheid getuigen en zich lenen om burgerlijke vrijheden, ethische, intellectuele en esthetische moed te bevorderen en het huidige verantwoordelijkheidsgevoel een impuls te geven'. De prijs is vernoemd naar Sophie en Hans Scholl, de initiatiefnemers van verzetsgroep Die weiße Rose, die vanwege hun weerstand tegen het naziregime zijn terechtgesteld.